# 체셔 고양이

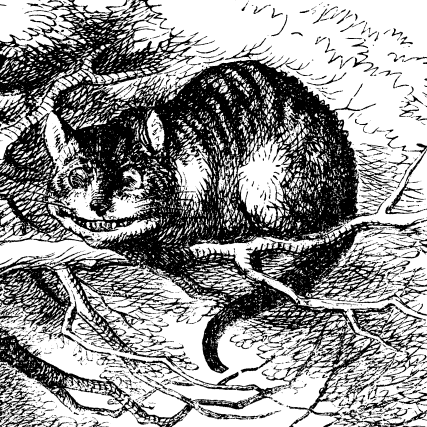
존 테니얼이 그린 체셔 고양이

체셔 고양이(영어: Cheshire Cat)는 루이스 캐럴의 어린이 소설 《이상한 나라의 앨리스》(1865년)에 등장하는 가공의 고양이이다. 체셔 고양이의 어원은 "체셔 고양이 같다"라는 루이스 캐럴 당시의 비속어에 근거를 두고 있다. 체셔 고양이는 이 속담의 패러디이다.